# Sidi Ifni (409)
Sidi Ifni (409) je tanková výsadková a podpůrná loď marockého královského námořnictva. Je to typ LCT 50 od Kership. Hlavními úkoly plavidla jsou přeprava vozidel, nákladu a zásobování vodou a palivem. Jeho základnou je Agadir.

## Stavba
Kontrakt na stavbu plavidla a výcvik jeho posádky byl zadán v červenci 2015 francouzské loděnici Piriou v Concarneau. Plavidlo bylo do služby přijato 25. července 2016.

## Konstrukce
Nosnost plavidla (DWT) je 300 tun. Nákladní paluba má plochu 200 m2. Plavidlo bylo konstruováno s důrazem na schopnost výroby a přepravy pitné vody. Na palubu lze instalovat zařízení pro výrobu 100 m3 za den. Přepravovat lze až 100 m3 pitné vody. Nákladní paluba plavidel je přístupná rampou na přídi. K manipulaci s nákladem slouží také dva jeřáby o nosnosti 3,4 tuny. Pohonný systém tvoří dva diesely, každý o výkonu 660 hp, pohánějící dva lodní šrouby. Nejvyšší rychlost dosahuje 10 uzlů. Dosah je 1500 námořních mil. Autonomie je 7 dní.